# Hugo Miller
Hugo Miller Bordalí (Temuco, 19 de octubre de 1925-Santiago, 30 de junio de 1997) fue un actor, director y productor de teatro y televisión, y académico e intelectual chileno de ascendencia escocesa.
Ejerció la dirección de tres escuelas de la Pontificia Universidad Católica de Chile (PUC) y fue director pionero de la industria dramática en la historia de la televisión en Chile.

## Biografía
Nació en Temuco el 19 de octubre de 1925. Hijo único de Tomás Luis Miller Cifuentes (n. 1891-f. ¿?) y Herminia Sara Bordalí Dyssard. Su bisabuelo fue un escocés que llegó a Chile en 1856 a bordo del buque Colinda, y que asociado con Matías Cousiño fundó las minas de Lota. 
Cursó sus estudios secundarios en Pitrufquén, después de lo cual le anunció a su familia su vocación por el teatro. A los 18 años se radicó en Santiago e ingresó al Teatro Experimental de la Universidad de Chile para cursar sus estudios de teatro, dirigidos por Pedro de la Barra. Luego se trasladó a la Pontificia Universidad Católica de Chile. 
Egresó en 1958 en la segunda promoción de la carrera de Dirección y Actuación y pronto se incorporó a la docencia. En 1961 realizó un posgrado en televisión en Alemania. 

### Matrimonio e hijas
En 1963 contrajo matrimonio con la que un día fuera su alumna, Liliana Brescia Clerici, conocida como la actriz ítalo-chilena Liliana Ross (n. 1939-f. 2018), y fue padre de Daniela Miller (n. 1964); fotógrafa y académica, Vanessa (n. 1965); actriz, productora y presentadora de televisión, y Moira (n. 1972); actriz y directora de teatro.

## Carrera profesional
Para poder subsistir mientras estudiaba comenzó a trabajar como locutor y actor de voz en radioteatro, pasando por diversas radioemisoras del país. Miller tuvo una breve participación en el filme La dama de las camelias (1946), de José Bohr, y un papel más protagónico en el filme Sueña mi amor (1947), al lado de Leo Marini. 
Trabajó como director artístico en el Departamento de Radiodifusión Educativa de la Universidad de Chile y, posteriormente, en el División de Cultura del Ministerio de Educación, durante el gobierno de Jorge Alessandri.
Asumió como director de la Academia de Arte Dramático Teatro de Ensayo de la UC, cargo que desempeñó desde 1961 hasta 1970. También fue profesor en los Post títulos de la Escuela de Teatro. Por su prestigio y reconocida trayectoria docente, fue elegido por sus pares como representante de los profesores en el Consejo Superior de la universidad.
En 1961 ingresó a la Corporación de Televisión de la Universidad Católica de Chile y como director se encargó de la programación de Grandes obras del teatro universal, Antología del cuento y Teleteatro Histórico. Fundó el Departamento Dramático de la cadena de televisión en 1963 y dirigió los primeros teleteatros y miniseries de televisión en Chile. Estrenó El invernadero (1963) basado en El león dormido, de Graham Greene, protagonizado por Malú Gatica —quién regresaba al país tras su paso por Hollywood— y que marcó el debut de Sonia Viveros. Posteriormente siguió el El litre 4916 (1965-1966), que se transformó el un éxito de audiencias para la cadena, La sal del desierto (1972) y La pérgola de las flores (1973). 
Después del golpe militar de 1973, Miller reemplazó a David Benavente en la dirección de la Escuela de Artes de la Comunicación (EAC), hasta su cierre en 1975. En 1974 fundó la Escuela de Locutores de Chile, y paralelamente, comenzó a desempeñarse como académico y director de la Escuela de Periodismo de la UC. 
A fines de 1996, la Municipalidad de Santiago le premió con la máxima distinción que le puede otorgar a un ciudadano: la Medalla de Honor.

## Muerte
Hugo Miller murió el 30 de junio de 1997 por causas de un paro cardiorrespiratorio. Sus restos fueron velados en el auditorio del Campus Oriente (Pontificia Universidad Católica de Chile). 

## Legado
Hugo Miller fue parte de la formación de actores y directores de cine y televisión, donde gran parte de ellos son los más prestigiosos cineastas y directores de televisión como Ricardo Larraín (cineasta) y Vicente Sabatini (director de televisión). Raquel Correa (periodista) y Mario Kreutzberger (conductor de televisión) han declarado a Miller como su maestro. También fue quien descubrió el talento de Sonia Viveros, y fue quien le dio su primera oportunidad como actriz en radio y televisión.
El Honorable Consejo Superior de la Pontificia Universidad Católica de Chile, decidió nombrar la sala Hugo Miller de la Facultad de Comunicaciones en su honor. Mientras que su hija Vane Miller, fundó su productora audiovisual Hugo Miller Producciones.

## Filmografía
Listado incompleto:

### Televisión
- Grandes obras del teatro universal
- Antología del cuento
- Teleteatro Histórico
- El invernadero (1963, dirección de teleteatro)
- El litre 4916
- Memé, secretaria ejecutiva
- Esta es mi familia
- El abogado del diablo (1966, dirección de teleteatro)
- La sal del desierto
- La pérgola de las flores (teleteatro chileno)
- Las moscas sobre el mármol (1976, dirección de teleteatro)

### Teatro
- Período de ajustamiento (1963, dirección de obra)
- Tiempo para convivir (1966, dirección de obra)